# LE-413
La LE-413 es una carretera autonómica perteneciente a la Red Complementaria Local de carreteras de la Junta de Castilla y León.
El inicio de esta carretera está en la localidad de Villanueva de Carrizo  LE-441 , y el final en Valcabado del Páramo, en el cruce de la carretera con la  N-6 . La longitud de esta carretera es aproximadamente de 44,91 km y transcurre por la comarca leonesa del  Páramo.

## Enlaces
La carretera enlaza con otras carreteras importantes.
| Carretera | Población donde se cruza con LE-413 |  |
| --------- | ----------------------------------- |  |
| N-6       | Valcabado del Páramo.               |  |
| LE-412    | Roperuelos del Páramo.              |  |
| CL-622    | Santa María del Páramo.             |  |
| CL-621    | Santa María del Páramo.             |  |
| LE-6532   | La Mata del Páramo.                 |  |
| AP-71     | Villadangos del Páramo.             |  |
| N-120     | Villadangos del Páramo.             |  |